# My Girl (The Temptations-sang)
Denne side handler om The Temptations' sang. For film mv., se My Girl.
"My Girl" er en sang af The Temptations fra 1964. Singlen blev udsendt på Motown Records. Sangen blev skrevet af Miracles medlemmerne Smokey Robinson og Ronald White og produceret af Robinson. Sangen blev Temptations' første nummer 1 single på den amerikanske hitliste. Robinsons kilde til inspiration for sangen var hans kæreste (senere kone), som også var medlem af The Miracles, Claudette Rogers.
Den indspillede version af "My Girl" var den første Temptations single med David Ruffin som forsanger. Tidligere havde Eddie Kendricks og Paul Williams sunget de fleste af gruppens sange, og Ruffin tilsluttede sig gruppen som erstatning for det tidligere Temptation-medlem Eldridge "Al" Bryant. Mens de var på turné som en del af Motortown Revue, så Smokey Robinson Temptations' del af showet. Gruppen havde inkluderet et soul medley med spot på Ruffin i showet. Robinson blev så imponeret, at han besluttede at få Temptations til at indspille "My Girl" i stedet for The Miracles, og hyrede Ruffin til at synge vokal.
"My Girl" fløj til tops på dem amerikanske hitliste efter den udkom i januar 1965, hvilket gjorde den til Temptations' første #1 hit. Denne singles succes førte til en stribe af hits sunget af Ruffin bl.a. "Since I Lost My Baby" og "Ain't Too Proud to Beg". Den tidligere baggrundsfigur var ved slutningen af året blevet gruppens forsanger.
Nu om dage bliver "My Girl" betragtet som et klassisk Motown nummer. Den er blevet sunget meget ofte siden 1960'erne. Den har også været med i en række film bl.a. filmen My Girl fra 1991, som blev opkaldt efter sangen.
Det danske Shu-Bi-Dua har skrevet en dansk tekst og udgivet den med titlen "Michael" på albummet Shu-bi-du@ 16 fra 1997.

## Detaljer
- Vokal af David Ruffin
- Harmoni og baggrundsvokaler af Eddie Kendricks, Melvin Franklin, Paul Williams og Otis Williams

- Skrevet af William "Smokey" Robinson og Ronald White
- Produceret af Smokey Robinson
- Instrumentering af The Funk Brothers

## Hitlister
| Hitliste (1965–66)             | Højeste placering |
| ------------------------------ | ----------------- |
| U.S. Billboard Hot 100         | 1                 |
| U.S. Billboard Hot R&B Singles | 1                 |